# Anna Ostroúmova-Lébedeva
Anna Ostroúmova-Lébedeva   (Sant Petersburg, 5 de maig de 1871 (Julià) - Sant Petersburg, 5 de maig de 1955) Anna Petrovna Ostroúmova-Lébedeva rus: А́нна Петро́вна Остроу́мова-Ле́бедева, va ser una artista russa i soviètica coneguda per la seva pintura d'aquarel·la. També va ser una de les pioneres de la tècnica de xilografia a Rússia.

## Biografia
Va néixer com a Anna Ostroúmova a Sant Petersburg. El 1905 es va casar amb el químic Serguei Lèbedev.
Va estudiar pintura a l'Escola de Dibuix Tècnic Stieglitz, i posteriorment a l'Acadèmia Imperial de les Arts amb Ilià Repin. L'Acadèmia només va començar a acceptar a les dones el 1892, i Ostroumova va ser una de les primeres dones exalumnes. El 1898 i 1899 va estudiar a París a l'Académie Colarossi i també amb James McNeill Whistler. El 1900 Ostroumova es va graduar per l'Acadèmia, amb l'especialitat en gràfics, i el mateix any es va unir al grup d'art Mir iskusstva de Sant Petersburg. El 1901 va produir la primera sèrie de gravats en fusta amb paisatges urbans de Sant Petersburg, ordenats per Serguei Diàguilev.
En la dècada de 1900 i 1910 va viatjar extensament per Europa i també va treballar com a il·lustradora de llibres.
Des de 1934, va treballar com a professora a l'Institut de pintura, arquitectura i escultura de Leningrad. Ostroumova-Lebedeva va sobreviure al setge de Leningrad, però en algun moment després que es va quedar cega. Va morir el 1955 a Leningrad.
El tema principal de les seves obres gràfiques, tant gravats com aquarel·les, eren paisatges urbans de Sant Petersburg. També es va interessar per paisatges urbans europeus com a resultat dels seus viatges per Europa.

## Selecció d'obres

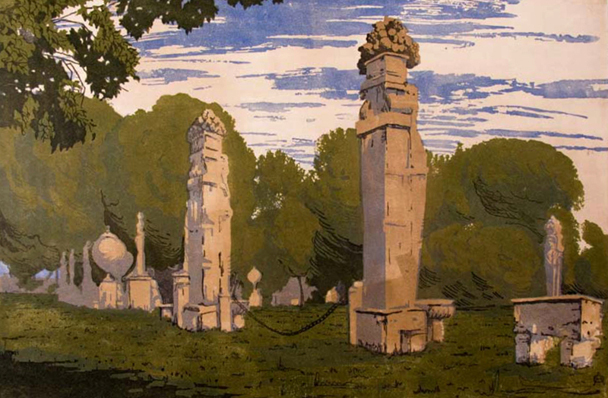
"Villa Borghese", 1904
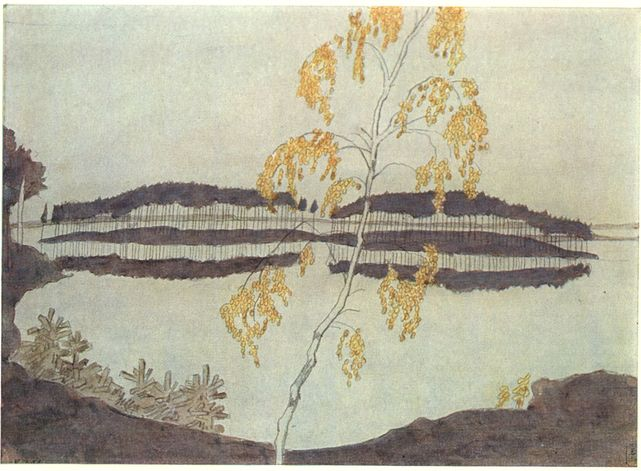
"Two Islands and a birch", 1908
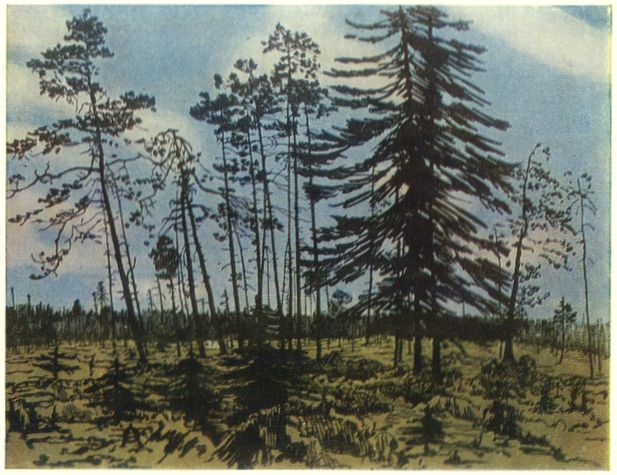
"In Finland", 1910
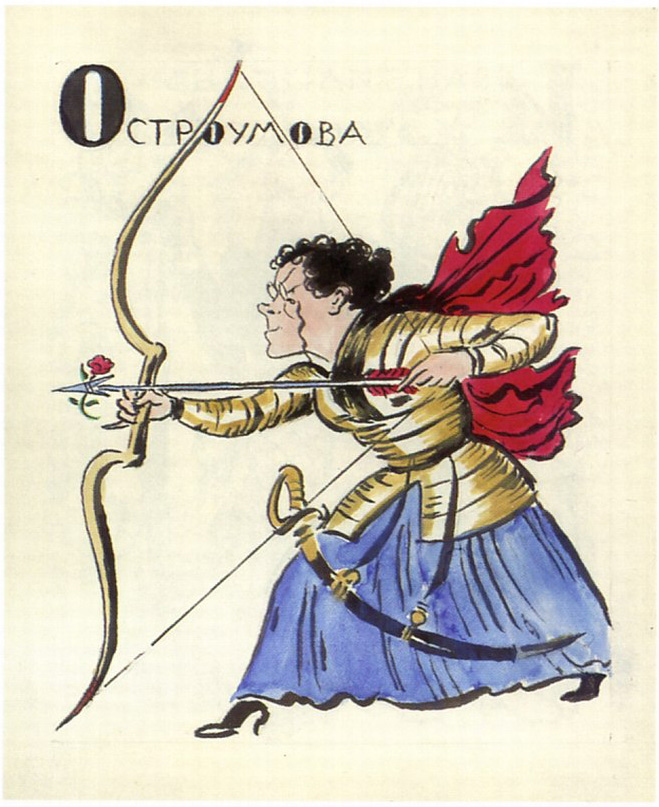
Ostroumova-Lebedeva al Mir iskusstva ABC de Mstislav Dobujinski